# اقبالا
اقبالا (به فرانسوی: Aghbala) یک منطقهٔ مسکونی در مراکش است که در تادله ازیلال واقع شده‌است.

## خصوصیات
اقبالا ۶٬۳۰۰ نفر جمعیت دارد.